# Apogonia africana
Apogonia africana är en skalbaggsart som beskrevs av François Louis Nompar de Caumont de Laporte 1840. Apogonia africana ingår i släktet Apogonia och familjen Melolonthidae. Inga underarter finns listade i Catalogue of Life.